# تاداشی ساساکی
تاداشی ساساکی (ژاپنی: 佐々木 善؛ زادهٔ ۱۹ مهٔ ۱۹۶۶) یک بازیکن فوتبال اهل ژاپن است.
از باشگاه‌هایی که در آن بازی کرده‌است می‌توان به باشگاه فوتبال اوراوا رد دیاموندز اشاره کرد.